# Takashi Kano
Takashi Kano (31. oktober 1920 - 4. juni 2000) var en japansk fodboldspiller. Han spillede for Japans fodboldlandshold.

## Japans fodboldlandshold
| Japans landshold | Japans landshold | Japans landshold |
| År               | Kmp              | Mål              |
| ---------------- | ---------------- | ---------------- |
| 1951             | 3                | 0                |
| 1952             | 0                | 0                |
| 1953             | 0                | 0                |
| 1954             | 4                | 2                |
| Total            | 7                | 2                |